# Juan Manuel Funes
Juan Manuel Funes   (Ciutat de Guatemala, 16 de maig de 1966) és un exfutbolista guatemalenc de la dècada de 1990.
Fou 66 cops internacional amb la selecció de Guatemala.
Pel que fa a clubs, destacà a Aurora FC, CSD Municipal, CSD Comunicaciones i CD Jalapa.